# David Ogilvy (10e comte d'Airlie)
Pour les articles homonymes, voir David Ogilvy (homonymie).
David Graham Drummond Ogilvy, 10e comte d'Airlie (4 mai 1826 - 25 septembre 1881) est un pair écossais.

## Jeunesse et éducation
Il est le fils aîné de David Ogilvy (9e comte d'Airlie), et sa première épouse, Clementina, fille de Gavin Drummond. Ogilvy fait ses études à Christ Church, Oxford, où il obtient un baccalauréat ès arts en 1847. Deux ans plus tard, il succède à son père comme comte. En 1879, Ogilvy reçoit un doctorat honorifique en droit de l'Université de Glasgow.

## Carrière
Ogilvy devient sous-lieutenant pour le Forfarshire en 1847. Il est élu pair représentant à la Chambre des lords en 1850  et est capitaine de la Forfarshire Yeomanry Cavalry et du 12e Forfarshire Rifle Volunteers à partir de 1856. Il est investi Chevalier de l'Ordre du Chardon en 1862. En 1872, il est nommé Lord Haut-Commissaire à l'Assemblée générale de l'Église d'Écosse, fonction qu'il occupe jusqu'à l'année suivante.

## Famille
Le 23 septembre 1851, il épouse (Henrietta) Blanche (30 juillet 1830 - 5 janvier 1921), deuxième fille d'Edward Stanley (2e baron Stanley d'Alderley), et de sa femme, Henrietta, à Alderley, Cheshire, et ont deux fils et quatre filles. Ogilvy est mort à Denver, Colorado, en 1881 et est remplacé dans ses titres par son fils aîné, David.
- (Henrietta) Blanche Ogilvy (8 novembre 1852 - 23 mars 1925) ; épouse le 28 septembre 1873 le colonel Henry Hozier et a des descendants, dont Clementine Ogilvy Hozier (qui en 1908 devient l'épouse de Winston Churchill) et Nellie Hozier (la mère du socialiste britannique Esmond Romilly (en) et du journaliste Giles Romilly (en)) [8]
- Clementina Gertrude Helen Ogilvy (19 juin 1854 - 30 avril 1932) ; mariée le 31 décembre 1874 à Algernon Freeman-Mitford (1er baron Redesdale). Ils sont les grands-parents des sœurs Mitford, dont Nancy, qui rédige les lettres de la famille Stanley, et Jessica, qui épouse son cousin Esmond Romilly (petit-fils de Blanche Hozier).
- David Ogilvy (11e comte d'Airlie) (20 janvier 1856 - 11 juin 1900, tué au combat pendant la seconde guerre des Boers) ; épouse Mabell Gore et sont les grands-parents d'Angus Ogilvy, qui épouse la princesse Alexandra de Kent.
- Maude Josepha Ogilvy (16 novembre 1859 - 3 avril 1933) ; mariée le 12 octobre 1886 à Theodore George Willan Whyte.
- Lyulph Gilchrist Stanley Ogilvy (25 juin 1861 - avril 1947) ; il épouse le 27 août 1902 Edith Gertrude Boothroyd, dans le Colorado, aux États-Unis.
- Griselda Johanna Helen Ogilvy (20 décembre 1865 - 12 février 1934); mariée le 22 décembre 1897 à James Cheape.